# Kortrijk-Wevelgems internationella flygplats
Kortrijk-Wevelgems internationella flygplats är en flygplats i Belgien.   Den ligger i provinsen Västflandern och regionen Flandern, i den västra delen av landet, 80 km väster om huvudstaden Bryssel. Wevelgem Airport ligger 16 meter över havet.
Flygplatsen byggdes 1916 av tyskarna, under första världskriget. Den har en enda asfaltsbana, vilken är orienterad 06/24 och har en längd av 1,900 meter.